# Limnophora soror
Limnophora soror är en tvåvingeart som beskrevs av Robineau-desvoidy 1830. Limnophora soror ingår i släktet Limnophora och familjen husflugor. Inga underarter finns listade i Catalogue of Life.